# Университет Гонзага
Университет Гонзага (англ.  Gonzaga University) — частный иезуитский университет в Спокане, штат Вашингтон, США. Основанный в 1887 году Джозефом Катальдо, священником итальянского происхождения и миссионером-иезуитом, университет назван в честь молодого святого иезуита Алоизия Гонзага. Кампус состоит из 105 зданий, расположенных на 152 акрах (62 га) пастбищных угодий вдоль реки Спокан, в жилом районе в полумиле (800 м) от центра города Спокан.
Является одним из 28 учреждений-членов Ассоциации иезуитских колледжей и университетов США.
Университет предоставляет степени бакалавра, магистра и доктора наук через свой колледж и шесть учебных заведений: Колледж искусств и наук, Школу делового администрирования, Школу педагогики, Школу инженерии и прикладных наук, Школу права, Школу сестринского дела и физиологии человека и Школу лидерства.